# Коваль (монета)
«Кова́ль» — пам'ятна монета номіналом 5 гривень, випущена Національним банком України, присвячена ковальству — обробленню заліза методом гарячого кування. Уже в Х — ХІІ ст. ковальська майстерність досягла такого високого рівня, що навіть деякі способи оброблення заліза та технології виготовлення знарядь праці, предметів побутового призначення без суттєвих змін дійшли до нашого часу.
Монету введено в обіг 28 березня 2011 року. Вона належить до серії «Народні промисли та ремесла України».

## Опис монети та характеристики
| Номінал грн. | Метал      | Маса, г | Діаметр, мм | Якість виготовлення       | Гурт     | Тираж, штук |
| ------------ | ---------- | ------- | ----------- | ------------------------- | -------- | ----------- |
| 5            | нейзильбер | 16,54   | 35,0        | спеціальний анциркулейтед | рифлений | 45 000      |

### Аверс
На аверсі монети розміщено: угорі малий Державний Герб України, під яким стилізований напис — «НАЦІОНАЛЬНИЙ/БАНК/УКРАЇНИ», у центрі — стилізоване зображення двох пташок, ліворуч і праворуч від яких вироби коваля — давньоруська зброя та предмети побуту, унизу написи: «5/ГРИВЕНЬ/2011» та логотип Монетного двору Національного банку України.

### Реверс
На реверсі монети зображено коваля за роботою. Угорі на стилізованому тлі розміщено напис «КОВАЛЬ», з обох боків центральної композиції — декоративні вставки.

## Автори

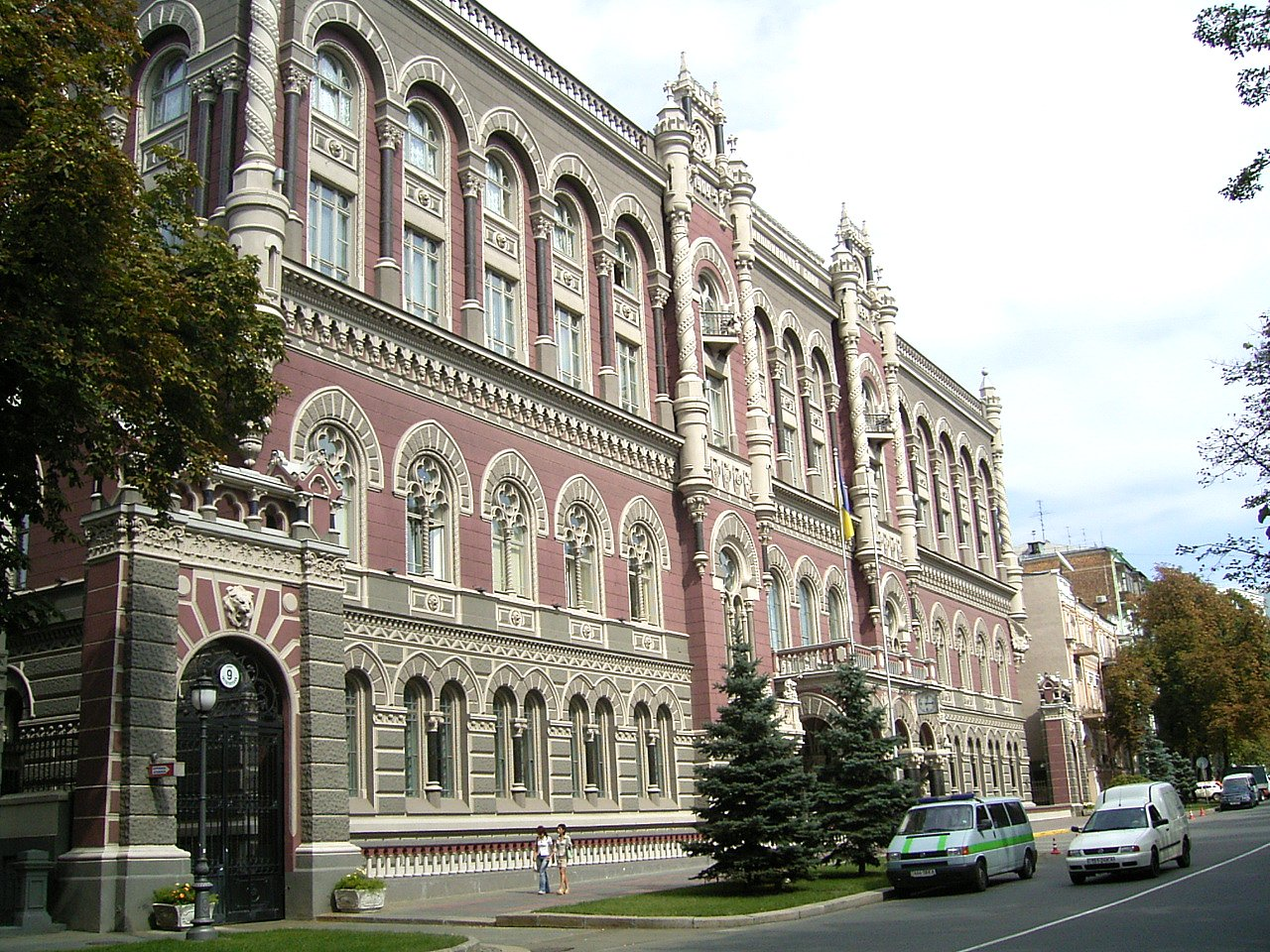
Будівля Національного банку України

- Художники: Таран Володимир, Харук Олександр, Харук Сергій.
- Скульптори: Дем'яненко Анатолій, Іваненко Святослав.

## Вартість монети
Ціну монети — 20 гривень встановив Національний банк України у період реалізації монети через його філії у 2011 році.
Фактична приблизна вартість монети, з роками змінювалася так:
| Рік        | 2011 | 2012 | 2013 | 2014 | 2015 | 2016 | 2017 | 2018 | 2019 | 2020 | 2021 | 2022 | 2023 | 2024 | 2025 |
| ---------- | ---- | ---- | ---- | ---- | ---- | ---- | ---- | ---- | ---- | ---- | ---- | ---- | ---- | ---- | ---- |
| Ціна, грн. | 25   | 25   | 25   | 26   | 33   | 40   | 60   | 70   | 80   | 80   | 90   | 110  | 240  | 330  | 330  |